# Pirata proximus
Pirata proximus är en spindelart som beskrevs av O. Pickard-Cambridge 1876. Pirata proximus ingår i släktet Pirata och familjen vargspindlar.
Artens utbredningsområde är Egypten. Inga underarter finns listade i Catalogue of Life.